# Calliste à tête bleue
Pour les articles homonymes, voir Tête bleue.
Tangara cyanocephala
Espèce
Statut de conservation UICN

 LC  : Préoccupation mineure
Le Calliste à tête bleue (Tangara cyanocephala), également appelé Calliste cyanocéphale ou Tangara à nuque rouge, est une espèce d'oiseaux de la famille des Thraupidae.

## Habitat et répartition

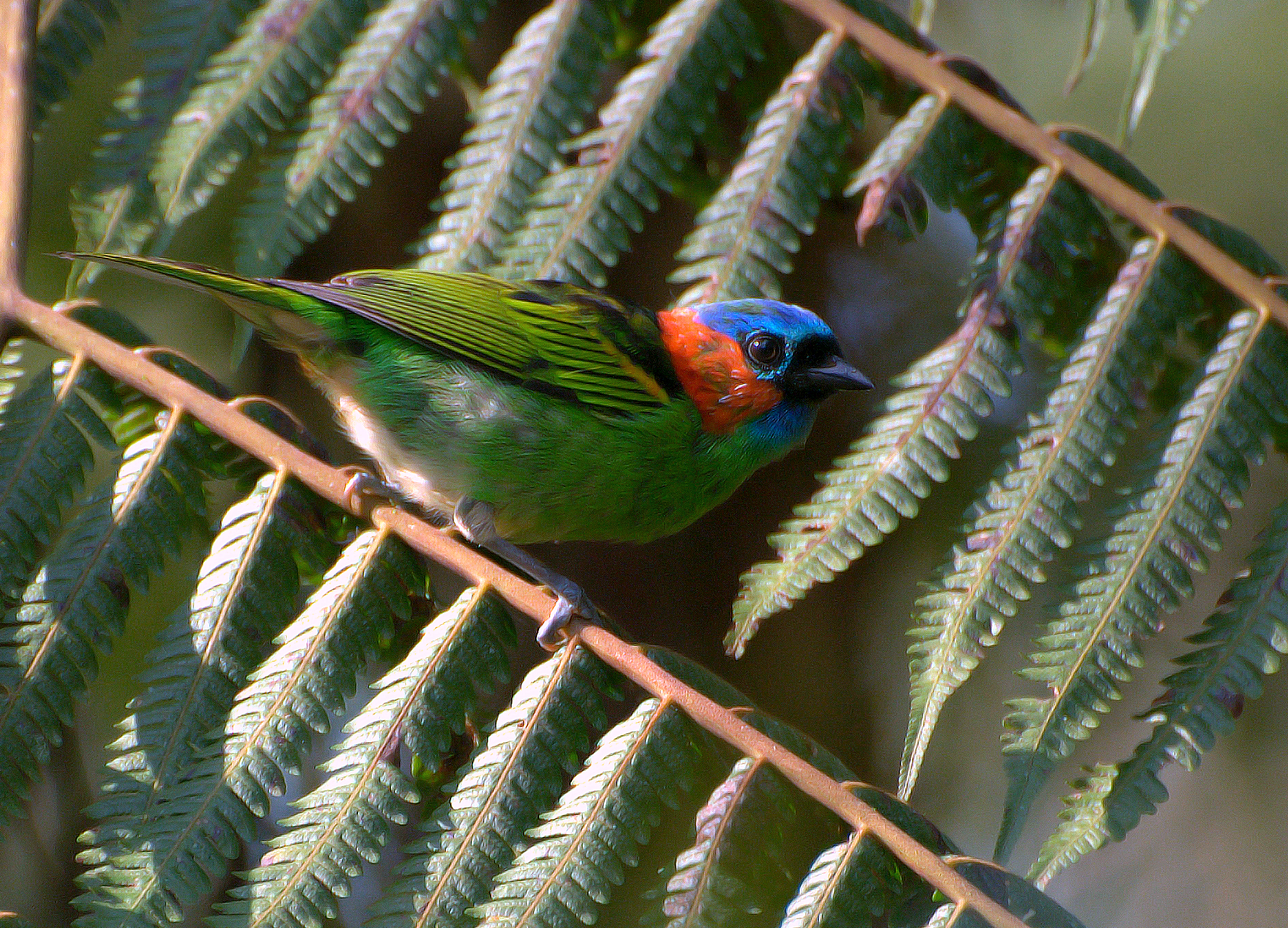

Cet oiseau peuple la forêt atlantique.

## Mensurations
Il mesure 13 cm.

## Alimentation
Il se nourrit entre autres de Phytolacca, de Melastomataceae, Urtica et de Myrtaceae.